# زلزال كايكورا 2016
زلزال كايكورا 2016 هو زلزال حدث لمدة دقيقتين بعد منتصف ليلة 14 نوفمبر 2016 بتوقيت نيوزلندا (11:02 في 13 نوفمبر UTC) في الجزيرة الجنوبية لنيوزيلندا. و قد نجم عنه دمار كبير تسبب في إعلان حالة الطوارئ في المنطقة.